# Ceropegia attenuata
Ceropegia attenuata ist eine Pflanzenart aus der Unterfamilie der Seidenpflanzengewächse (Asclepiadoideae).

## Beschreibung

### Erscheinungsbild und Blatt
Ceropegia attenuata ist eine ausdauernde, krautige Pflanze. Sie bildet Wurzelknollen als Überdauerungsorgane. Die aufrechten, windenden Sprossachsen sind zart, schlank und behaart. Die Laubblätter sind ungestielt. Die Blattspreiten sind linealisch und 5 bis 8 cm lang.

### Blütenstand und Blüte

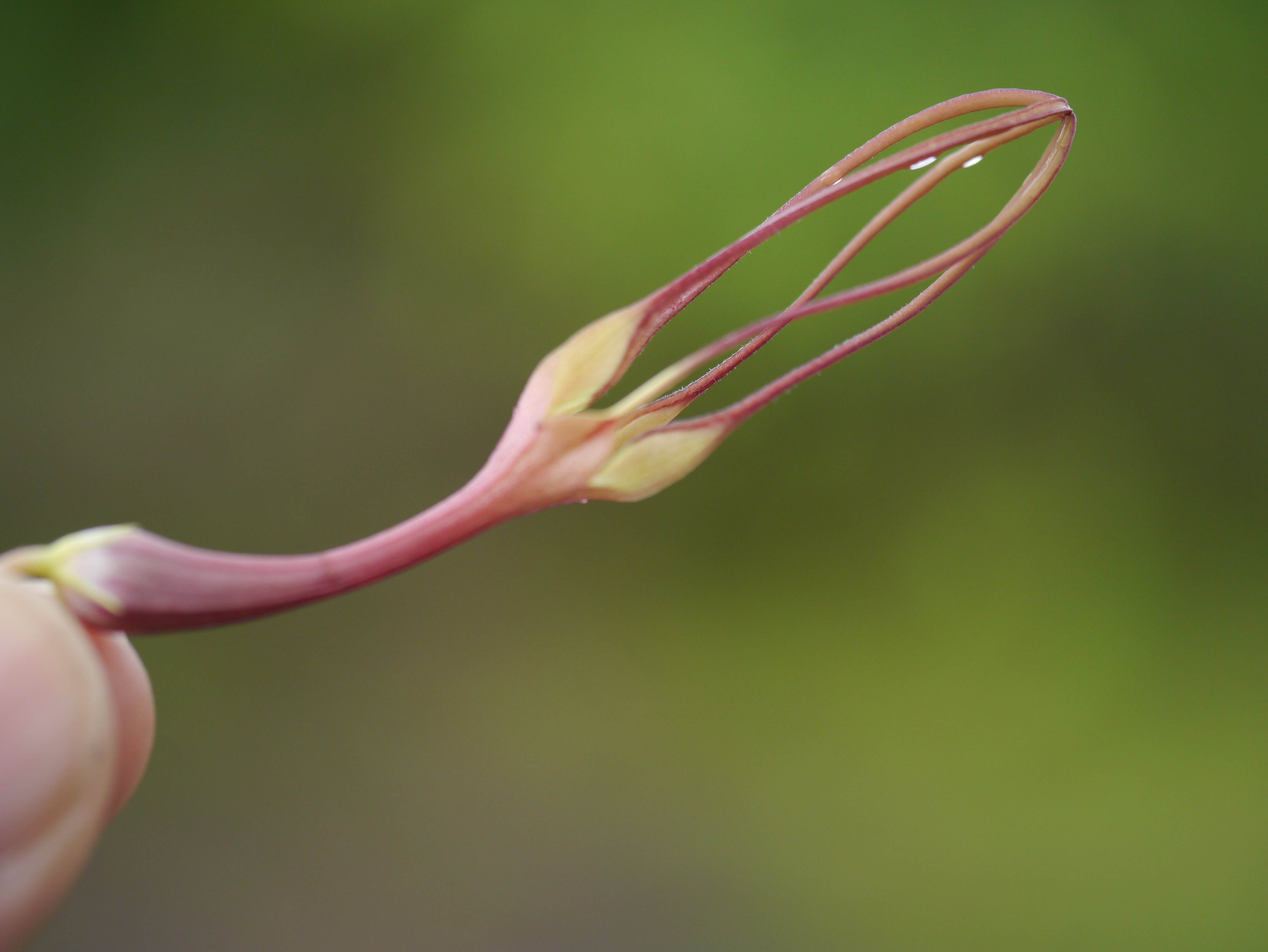
Blüte

Auf einem mit einer Länge von etwa 5 mm relativ kurzen Blütenstandsschaft steht ein einblütiger Blütenstand. Die zwittrigen Blüten sind zygomorph und fünfzählig mit einer doppelten Blütenhülle. Die fünf Kelchblätter sind pfriemlich und 2 bis 4 mm lang. Die vergleichsweise große Blütenkrone (Corolla) besitzt insgesamt eine Länge von 5 bis 7,5 cm. Im unteren Teil sind die fünf Kronblätter zu einer außen kahlen Kronröhre (Sympetalie) verwachsen. Im unteren Teil ist die Kronröhre eiförmig angeschwollen („Kronkessel“) und erreicht hier einen Durchmesser von 4 mm. Der Kronkessel ist innen kahl. Er geht allmählich in die eigentliche Kronröhre über, die an ihrer dünnsten Stelle einen Durchmesser von 3 mm hat. Sie erweitert sich zur Mündung trichterförmig und hat dort einen Durchmesser von etwa 6 mm. Die linealischen Kronblattzipfel sind bis zu 37 mm lang und an den Enden miteinander verwachsen. Die behaarten Lamina der Kronzipfel sind entlang der Längsachse nach außen umgebogen. Die ungestielte Nebenkrone (Corona) ist an der Basis schalenförmig verwachsen. Die Zipfel der interstaminalen äußeren Nebenkrone sind bewimpert, aufrecht, breit dreieckig und fast vollständig verwachsen. Ihr obere Rand ist gekerbt oder mittig eingeschnitten und bildet zwei dreieckige Fortsätze. Die Zipfel der staminalen (oder inneren) Nebenkrone sind 2 bis 3 mm lang und linealisch-pfriemlich geformt; sie stehen aufrecht, neigen sich über dem Griffelkopf zusammen und die Spitzen sind leicht nach außen gebogen.

### Frucht und Samen
Die paarigen Balgfrüchte stehen aufrecht, divergieren und entwickeln sich gleichzeitig. Sehr selten kommt auch eine Trikarpie vor, d. h., dass drei Balgfrüchte gebildet werden, oder es entwickelt sich nur eine Balgfrucht. Die einzelne Balgfrucht ist 5 bis 5,5 cm lang und gerade.

### Ähnliche Arten
Ceropegia attenuata ist aufgrund der ähnlichen Blütenkronen eng mit Ceropegia jainii und Ceropegia pusilla verwandt.

## Vorkommen
Ceropegia attenuata kommt in den indischen Bundesstaaten Rajasthan, Goa, Maharashtra und Karnataka vor. Das Vorkommen in Myanmar ist dagegen nicht sicher bestätigt.
Die Varietät Ceropegia attenuata var. mookambikae wächst im Mookambika Wildlife Sanctuary auf dem Manmanhara-Plateau (Karnataka) in Höhenlagen von etwa 900 Meter.

## Systematik, Taxonomie und Phylogenie
Die Erstbeschreibung von Ceropegia attenuata erfolgte 1851 durch William Jackson Hooker im 9. Band der Icones Plantarum auf der Tafel 867. Als Publikationsdatum ist in vielen Arbeiten 1852 angegeben. Nach dem International Plant Names Index ist dieser Teil jedoch bereits im Zeitraum April bis Dezember 1851 erschienen.
Derzeit werden zwei Varietäten unterschieden:
- Ceropegia attenuata Hook. var. attenuata
- Ceropegia attenuata Hook. var. mookambikae Diwakar & R.Kr.Singh[4]

In der auf molekulargenetischen Daten beruhenden Phylogenie der Gattung Ceropegia ist Ceropegia attenuata die Schwesterart von Ceropegia anantii und ist nahe verwandt mit Ceropegia mahabalei und Ceropegia anjanerica.

## Belege